# Błotniak moczarowy
Błotniak moczarowy (Circus approximans) – gatunek dużego ptaka drapieżnego z rodziny jastrzębiowatych (Accipitridae). Występuje głównie w Australazji. Nie jest zagrożony wyginięciem.

## Systematyka
Międzynarodowy Komitet Ornitologiczny (IOC) i Clements Checklist of Birds of the World nie wyróżniają podgatunków. Na stosowanej przez IUCN liście ptaków świata opracowywanej we współpracy BirdLife International z autorami Handbook of the Birds of the World wyróżniany jest podgatunek gouldi. Z kolei na Kompletnej liście ptaków świata, zgodnie z propozycją Oatley et al. (2015) przedstawioną w oparciu o badania filogenetyczne, za podgatunek błotniaka moczarowego uznawany jest błotniak nowogwinejski C. (a.) spilothorax Salvadori & D'Albertis, 1876; takson ten dawniej bywał zwykle traktowany jako podgatunek błotniaka wschodniego (C. spilonotus), ale przez współczesnych autorów jest często uznawany za osobny gatunek.

## Charakterystyka[10]

### Wymiary
- długość ciała z dziobem i ogonem: ok. 50–61 cm
- rozpiętość skrzydeł: 121–142 cm

### Masa ciała
- samce 0,4–0,7 kg
- samice 0,6–1,08 kg

### Upierzenie
Samice ciemniejsze i bardziej brązowe od samców, ich brzuch ma bardziej rude zabarwienie. Młode o ciemnobrązowym upierzeniu z jasnym zabarwieniem kupra i spodu ciała.

## Zasięg występowania
Błotniak moczarowy zamieszkuje obszar Australazji – od Australii i Nowej Gwinei po Nową Zelandię, Fidżi i Tonga. Został także introdukowany na wyspy Wyspy Towarzystwa wchodzące w skład Polinezji Francuskiej (środkowy Pacyfik).

## Biotop
Gatunek zamieszkuje łąki, uprawy oraz pastwiska, znajdujące się na terenach podmokłych, przybrzeżnych oraz estuariach.  

## Pożywienie
Błotniak moczarowy żywi się ssakami, ptakami oraz ich jajami, gadami, płazami, rybami, owadami oraz padliną. Podczas polowania szybuje nisko i powoli. Swoje ofiary chwyta nurkując bądź opadając na ziemię lub powierzchnię wody. Zadręcza wodne ptaki lub je topi. Zdarza się, że okrada również innych drapieżców.

## Okres lęgowy

### Toki
Okres lęgowy trwa od września do grudnia. Obserwuje się rzadkie przypadki poligamii. 

### Gniazdo
Swoje gniazdo buduje na ziemi w wysokich trzcinach, trawach bądź gęstej okrywie roślinnej.

### Jaja
Najczęściej składa 3–4 jaja. Liczba złożonych jaj może wahać się od 2 do 7.

### Wysiadywanie i pisklęta
Jaja wysiadywane są przez okres 31–34 dni wyłącznie przez samice. Samiec w tym czasie zdobywa pożywienie dla młodych. Obserwuje się niekiedy przypadki, gdy samiec zaopatruje kilka gniazd naraz. Pisklęta opierzają się po 43–46 dniach od wylęgu. Są zależne od rodziców jeszcze przez 4 do 6 tygodni.

## Status i zagrożenia
Międzynarodowa Unia Ochrony Przyrody (IUCN) uznaje błotniaka moczarowego za gatunek najmniejszej troski (LC – Least Concern) nieprzerwanie od 1988 roku. Ze względu na brak dowodów na spadki liczebności bądź istotne zagrożenia dla gatunku BirdLife International uznaje trend liczebności populacji za stabilny. IUCN uznaje błotniaka nowogwinejskiego za odrębny gatunek i także zalicza go do kategorii najmniejszej troski.